# Tuxtla Gutiérrez
Tuxtla Gutiérrez (spanische Aussprache: [ˈtustla ɣuˈtjeres], kurz häufig: Tuxtla) ist die etwa 500.000 Einwohner zählende Hauptstadt des mexikanischen Bundesstaates Chiapas. Die Stadt ist Sitz des Erzbistums Tuxtla Gutiérrez.

## Lage
Tuxtla Gutiérrez liegt im Becken des Río Grijalva in einer Höhe von etwa 520 m ü. d. M. Die in der Kolonialzeit gegründete Stadt Chiapa de Corzo befindet sich etwa 15 km südöstlich.

## Name
Der Name Tuxtla kommt aus dem Nahuatl und bedeutet so viel wie „Ort der vielen Kaninchen“. Der Beiname Gutiérrez ehrt Joaquín Miguel Gutiérrez Canales, einen mexikanischen Politiker des 19. Jahrhunderts.

## Bevölkerung
Die Bevölkerung der Stadt ist ein Gemisch aus Indigenen, Europäern und Mestizen. Dementsprechend werden sowohl indigene Sprachen als auch Spanisch gesprochen.

## Wirtschaft und Infrastruktur
Die Wirtschaft Tuxtlas besteht vorrangig aus kleineren Handels- und Handwerksbetrieben; darüber hinaus hängt sie in hohem Maße von den ansässigen Behörden, so der Bundeslandverwaltung, ab. Es gibt fast keine Industrie und, im Gegensatz zum Rest von Chiapas, viele Luxusgeschäfte.
Tuxtla Gutiérrez ist straßentechnisch überregional vergleichsweise gut durch die Carretera Panamericana (Panamerikanische Autobahn Mexico 190), eine Fernstraße von Tuxtla nach Coatzacoalcos, die Fernstraße Carretera al Pacífico sowie sieben lokale Autobahnen erschlossen.
Luftfahrttechnisch wird Tuxtla Gutiérrez von verschiedenen Fluggesellschaften mit mehreren anderen Destinationen in Mexiko regelmäßig verbunden und wurde in das dichte Inlandsflugnetz von Interjet und Aeroméxico aufgenommen. 2006 wurde der neuerbaute Flughafen von Tuxtla Gutiérrez eröffnet, der den alten Flughafen der Stadt ersetzte. Er liegt südöstlich der Stadt auf dem Gebiet der Nachbarstadt Chiapa de Corzo.
Tuxtla Gutiérrez besitzt keinen Bahnanschluss. Der nächste Bahnhof befindet sich in Arriaga, rund 190 Kilometer entfernt. Der nächste Hafen ist rund 200 Kilometer entfernt und befindet sich in Puerto Arista.

## Geschichte
In vorspanischer Zeit existierten hier mehrere kleinere Siedlungen der Zoque- und der Chiapa-Indianer, die allesamt in den Jahren 1486–1505 von den Azteken unterworfen wurden. Der ehemalige Name Coyatoc wurde ins gleichbedeutende Tuchtlán übersetzt. Nach der Eroberung des Aztekenreichs durch Hernán Cortés in den Jahren 1519–1521 versuchten die Spanier, auch die von den Azteken unterworfenen Gebiete unter ihre Kontrolle zu bringen, was jedoch im Fall von Zentral-Chiapas erst im Jahr 1528 mit einem gesonderten Feldzug unter der Führung des Conquistadors Diego de Mazariegos gelang. San Marcos Tuxtla, wie die Spanier den Ort nannten, stand jedoch lange Zeit im Schatten des benachbarten Chiapa de Corzo und gewann erst nach der Schaffung zweier Rechtsprechungs- und Verwaltungszonen (alcadías) im Jahr 1768 allmählich an Bedeutung und erhielt 1813 bzw. 1829 die Stadtrechte.
1994 war Tuxtla Gutiérrez ein Ausgangspunkt der Offensive der mexikanischen Armee im Chiapas-Konflikt gegen die zapatistische EZLN.
Im September 2024 demonstrierten mehrere zehntausend Menschen in Tuxtla gegen den starken Anstieg organisierter Kriminalität der Region, die im Zusammenhang mit mafiösen Strukturen in der Rohstoffförderung und Industrialisierung der Region, aber auch Auseinandersetzungen zwischen Schleusern und Schmugglern im Grenzgebiet zu Guatemala steht.

## Sehenswürdigkeiten
Die relativ moderne Stadt hat nur wenige Sehenswürdigkeiten; insbesondere zu nennen sind die bis auf die kolonialzeitliche Apsis neuerbaute Kathedrale San Marcos, der Zoo und das 1984 eingeweihte Museo Regional de Antropología e Historia, in welchem die bedeutendsten archäologischen Funde der Region zusammengetragen wurden.
Umgebung:
In der Umgebung von Tuxtla befinden sich die Stadt Chiapa de Corzo und der bis zu 1200 m tiefe und 60 km lange Cañón del Sumidero, der etwa 10 km nördlich von Tuxtla beginnt.

## Söhne und Töchter der Stadt
- Juan Bañuelos (1932–2017), Dichter, Essayist, Herausgeber und Universitätsprofessor
- Sergio Mota Marín (* 1941), Botschafter
- Rodulfo Figueroa Aramoni (* 1942), ehemaliger Botschafter
- Miguel Ángel Casanova Díaz (* 1980), ehemaliger Fußballspieler